# بيتسي ناجيلسين
بيتسي ناجيلسين (بالإنجليزية: Betsy Nagelsen)‏ مواليد 23 أكتوبر 1956 في سانت بطرسبرغ، فلوريدا، الولايات المتحدة، هي لاعبة كرة مضرب أمريكية سابقة بدأت مسيرتها كمحترفة سنة 1973 وكانت تلعب باليد اليمنى، اعتزلت اللعب في 1996. كما أنها إحدى بطلات الجراند سلام. أعلى تصنيف لها في الفردي كان المركز الـ 23 في سنة 1981.

## بطولات حققتها
- بطولة أستراليا المفتوحة للتنس

## النهائيات

### الفردي: 1 (الألقاب 0, الوصافة 1)
| الحصيلة | السنة | البطولة                       | الأرضية | المنافس    | النتيجة       |
| ------- | ----- | ----------------------------- | ------- | ---------- | ------------- |
| الوصافة | 1978  | بطولة أستراليا المفتوحة للتنس | عشبية   | كريس أونيل | 6–3, 7–6(7–3) |

### الزوجي: 4 (الألقاب 2, الوصافة 2)
| الحصيلة | السنة       | البطولة                       | الأرضية | الشريك              | المنافس                         | النتيجة       |
| ------- | ----------- | ----------------------------- | ------- | ------------------- | ------------------------------- | ------------- |
| الوصافة | 1977 (Jan.) | بطولة أستراليا المفتوحة للتنس | عشبية   | كيري ريد            | ديان فرومهولتز هيلين غورلاي     | 5–7, 6–1, 7–5 |
| الفوز   | 1978        | أستراليا المفتوحة             | عشبية   | ريناتا تومانوفا     | ناوكو ساتو بام وايتكروس         | 7–5, 6–2      |
| الفوز   | 1980        | أستراليا المفتوحة             | عشبية   | مارتينا نافراتيلوفا | آن كيمورا كاندي رينولدز         | 6–4, 6–4      |
| الوصافة | 1987        | ويمبلدون                      | عشبية   | إليزابيث سميلي      | كلوديا كوده-كيليش هيلينا سيكوفا | 7–5, 7–5      |

### الزوجي المختلط: 1 (الألقاب 0, الوصافة 1)
| الحصيلة | السنة | البطولة                     | الأرضية | الشريك     | المنافس                           | النتيجة                   |
| ------- | ----- | --------------------------- | ------- | ---------- | --------------------------------- | ------------------------- |
| الوصافة | 1987  | بطولة أمريكا المفتوحة للتنس | صلبة    | بول أناكون | مارتينا نافراتيلوفا إميليو سانشيز | 6–4, 6–7(6–8), 7–6(14–12) |

## روابط خارجية
- بيتسي ناجيلسين على موقع رابطة محترفات التنس (الإنجليزية)
- بيتسي ناجيلسين على موقع الاتحاد الدولي لكرة المضرب (الإنجليزية)
- بيتسي ناجيلسين على موقع خلاصة التنس.كوم (الإنجليزية)